# Mareuil-sur-Ay
Mareuil-sur-Ay korábbi község Franciaországban, Marne megyében. Lakosainak száma 1145 fő (2018. január 1.). Mareuil-sur-Ay Avenay-Val-d’Or, Aÿ-Champagne, Bisseuil, Chouilly, Mutigny, Oiry, Plivot és Ay községekkel határos.
2016. január 1-jén Aÿ és Bisseuil korábbi községgel egyesült és az így létrejött Aÿ-Champagne új község része lett.

## Népesség
A település népességének változása:
| Lakosok száma | 1128 | 1192 | 1159 | 1277 | 1219 | 1184 | 1231 | 1218 | 1177 | 1145 |
|               | 1962 | 1968 | 1982 | 1990 | 1999 | 2008 | 2011 | 2013 | 2017 | 2018 |